# 수라설희
《수라설희》(일본어: 修羅雪姫)는 1973년 개봉한 일본의 시대극 영화이다. 후지타 토시야가 감독을 맡았으며, 카미무라 카즈오와 코이케 카즈오의 동명 만화가 영화의 원작이다.

## 출연

### 주연
- 카지 메이코
- 쿠로사와 토시오

### 조연
- 다이몬 마사아키
- 아카자 미요코
- 치이 타케오
- 나카야 노보루